# اچ‌ام‌اس جکداو (۱۸۰۶)
اچ‌ام‌اس جکداو (۱۸۰۶) (به انگلیسی: HMS Jackdaw (1806)) یک کشتی بود که طول آن ۵۶ فوت ۲ ۱⁄۲ اینچ (۱۷٫۱ متر) بود. این کشتی در سال ۱۸۰۶ ساخته شد.